# 墨西哥白鰩
華萊士白鰩（學名：Leucoraja yucatanensis），為軟骨魚綱鰩目鰩科白魟屬的一種，分布於中西大西洋墨西哥猶加敦海域，深度192至457公尺，體長可達30公分，棲息在大陸棚及大陸坡海域，為底棲性魚類，肉食性，卵生，生活習性不明。